# Tai Orathai
Tai Orathai (ต่าย อรทัย, n. 27 martie 1980, Phon Sawan⁠(d), Provincia Ubon Ratchathani, Thailanda) este o actriță și cântăreață thailandeză.

## Discografie
- ดอกหญ้าในป่าปูน (Duak Yah Nai Pah Poon)
- ขอใจกันหนาว (Kho Jai Gun Now)
- คนใกล้เมื่อไกลบ้าน (Kon Glai Mur Glai Bahn )
- ส่งใจมาใกล้ชิด (Song Jai Mah Glai Chit )
- มาจากดิน (Mah Jark Din )
- คนในความคิดฮอด (Kon Nai Kwarm Kid Hot)
- ฝันยังไกล ใจยังหนาว (Fun Young Glai Jai Young Now )
- ไม่ร้องไห้ ไม่ใช่ไม่เจ็บ (Mai Raung Hai Mai Chai Mai Jeb)
- ปลายก้อยของความฮัก (Plai Gauy Kaung Kwarm Hug)
- เจ้าชายของชีวิต (Chaochai Khong Chiwit)